# Afinia Gemina Baebiana
Afinia Gemina Baebiana (? – asi před červnem 251) byla manželka senátora a pozdějšího římského císaře Treboniana Galla (vládl v letech 251–253). O jejím životě není nic jistého známo. Měla dvě děti: Volusiana, pozdějšího spoluvládce Treboniana Galla, a Vibii Gallu. Zemřela s největší pravděpodobností před manželovým nástupem na trůn.